# João Bernardo da Rocha Loureiro
João Bernardo da Rocha Loureiro (Gouveia, 24 de Novembro de 1778 — Lisboa, 20/28 de Fevereiro de 1853) foi um advogado, jornalista, escritor, poeta, político e maçon português.

## Biografia
Filho de João Marques da Rocha e de sua mulher Eugénia Bernarda Pessanha Castelo Branco.
Tomou o grau de Bacharel em Direito, em Leis e em Cânones, pela Faculdade de Leis e na Faculdade de Cânones da Universidade de Coimbra, onde ingressou em 1800 e se graduou em 1805, depois de ter feito concurso para Professor de Gramática Latina.
Foi iniciado na Maçonaria em data e Loja afecta ao Grande Oriente Lusitano desconhecidas e com nome simbólico desconhecido.
Decidido a exercer a Advocacia, veio para Lisboa, onde trabalhou por breve espaço de tempo e serviu alguns anos como Ajudante no escritório de Joaquim José da Costa Lima, um Advogado da Casa da Suplicação. Contudo, lançou-se ardorosamente no Jornalismo, que se tornou a faceta dominante da sua existência. Optando, no entanto, pelo Jornalismo e pela Escrita, Jornalista talvez inexcedível no seu tempo, foi considerado por Georges Boisvert o "pioneiro do Liberalismo em Portugal". Liberal das Esquerdas, distinguindo-se pelas suas campanhas jornalísticas em prol da Liberdade, envolveu-se em diversas polémicas, das quais cumpre assinalar a que sustentou com o Padre José Agostinho de Macedo na questão dos Sebastianistas, e as suas campanhas em defesa das Ideias Liberais Radicais suscitaram-lhe fortes retaliações, sobretudo do Padre José Agostinho de Macedo, que, em Portugal, fazia apologia aberta do Regime Absolutista, e que nunca lhe perdoou e fez dele o protagonista do seu poema heróico-cómico Os Burros, publicado e aparecido em 1812. Foram também seus adversários implacáveis tanto os Miguelistas como os Liberais Moderados.
Após a expulsão das Tropas Francesas na Primeira Invasão Francesa em 1808, de colaboração e tentativa conjunta com Nuno Álvares Pereira Pato Moniz, fundou o seu primeiro jornal de combate, o "Correio da Península ou Novo Telégrafo", de caráter político e noticioso, cujo primeiro número saiu a 3 de Julho de 1809. Assinava os seus artigos com as iniciais J. B., ao passo que o seu amigo apenas usava a inicial M.. Este jornal, que se publicava duas vezes por semana, e que, precocemente, perturbou as autoridades portuguesas pelos seus indícios Liberais, desenvolveu campanhas excepcionalmente enérgicas. O público dispensava a este jornal uma preferência que refinou a má-vontade do Governo e seus partidários, ao mesmo tempo que os Oficiais das Secretarias viam nele um concorrente temível para os seus privilégios de Proprietários da "Gazeta de Lisboa". Depressa foi achado o pretexto para a supressão do jornal. Na Questão dos "Sebastianistas", Rocha Loureiro e Pato Moniz tomaram partido contra o Padre José Agostinho de Macedo, com a publicação de dois folhetos. No fim do primeiro ano de publicação do "Correio da Península" ou "Telégrafo Português", em 1810, não foi renovada a licença de publicação, sem qualquer explicação, mas atribuiu-se este procedimento do Governo tanto a reclamações dos privilegiados da "Gazeta de Lisboa" como ao intento de suprimir uma folha que tanto contrariava o Poder. Os dois Redatores continuaram, porém, em folhetos, a campanha agressiva contra o Padre José Agostinho de Macedo.
A meio da campanha, em 1812, rodeado de inimigos políticos, Rocha Loureiro tratou de abandonar o País, na previsão de perseguições políticas, da primeira vez que esteve exilado. Com um passaporte concedido pelo Ministro D. Miguel Pereira Forjaz Coutinho Barreto de Sá e Resende, 9.º Conde da Feira, emigrou e chegou a Londres, onde, em Maio de 1813, se encontrou com o Diplomata José Anselmo Correia Henriques, que então redigia o jornal "O Espelho Político e Moral", escrito sob a proteção de Hipólito José da Costa Pereira Furtado de Mendonça, e aí tentou o ofício de Jornalista e continuou a sua actividade jornalística como Redactor desse mesmo jornal. Pouco depois, em Fevereiro de 1814, o Diplomata abandonou o jornal O Espelho, e Rocha Loureiro preferiu substituí-lo por outro jornal de combate, o periódico "O Portuguez ou Mercúrio Político, Commercial e Literário", que fundou e que começou a publicar-se em Abril de 1814 e conquistou grande nomeada com as suas campanhas contra o Governo e a sua defesa duma reforma completa das instituições políticas do País. Foi publicado durante o exílio do escritor em Londres e nele está concentrada a sua obra, pouco mencionada nos estudos que versam sobre a ilustração luso-brasileira. O Governo da Regência, em Lisboa, tratou de cuidou de combater a influência deste jornal, tanto na emigração como no País, primeiro com a proibição da sua entrada, depois, pela Portaria de 17 de Junho de 1817, com aprescrição de graves penas a quem facilitasse a entrada e a circulação do jornal. Estas medidas repressivas eram aproveitadas para a difusão do jornal, avidamente procurado pelo público, embora se publicasse com irregularidade, até 1821, até ao N.º 71, que saiu com a data de Janeiro de 1822, apesar de ter sido revivido durante um curto período de tempo em 1823. A leitura de Loureiro - "O Portuguez" está disponível nos Volumes relativos ao período ente 1814 e 1816 no Real Gabinete Português de Leitura do Rio de Janeiro, bem como, integralmente, na Biblioteca Nacional de Portugal - revela uma inteligência aguçada e uma capacidade de tocar nos problemas do Reino Luso-Brasileiro que, mormente, o próprio Hipólito da Costa - pioneiro da imprensa livre de censura em língua portuguesa e patrono da imprensa brasileira - às vezes dificultava ter. Rocha Loureiro não contava com subscrição oficial. O seu financiamento, o que era raro nessa época no Brasil e em Portugal, provinha de comerciantes preocupados com a inserção de Portugal no mundo Liberal, isto é, algo concernidos com o desmantelamento da estrutura de funcionamento do Antigo Regime - ainda que não houvesse ataque frontal, num primeiro momento, à figura do Rei D. João VI de Portugal. O Padre José Agostinho de Macedo considerava-o o mais perigoso dos escritores portugueses em Londres. No decorrer da redação de seu "Portuguez", exaltado com a administração ruim brotada do Antigo Regime português, agora instalado nos trópicos, Loureiro gritará fortemente contra os escândalos administrativos. Numa de suas edições, depois de elencar uma porção de desmandes de políticos tanto em Portugal quanto no Brasil, ele deixa escapar, numa espontaneidade que, quiséssemos, fosse comum no jornalismo ainda hoje: Como é doce todo nome que possa servir de honra e glória aos nossos, ou que nos possa fazer recordar da nossa pátria! Nós aproveitamos gostosos qualquer ocasião em que possamos dar-lhe honra, e louvor, e por isso acabamos este artigo, transladando aqui (por ser corrente, e ter vindo em todas as Gazetas Inglesas) o artigo seguinte: "O cavalo, que nas carreiras de St. Leger em Doncastes ganhou as apostas, este ano, foi o Filho da Pu*a." (O Portuguez, Vol. 4, pp. 62-3).
Pertenceu à Sociedade Literária Patriótica e à Loja Lusitânia ou Loja Lusitana, instalada em Londres por exilados Portugueses e afecta ao Grande Oriente Lusitano.
Triunfante a Revolução de 1820, o Governo Liberal procurou recompensar o denodado Jornalista com a nomeação de Cronista-Mor do Reino, mas ele ainda se conservou na Grã-Bretanha e Irlanda durante o ano de 1821, estando de regresso a Portugal em fins desse ano. Não se demorou, porém, em Lisboa, pois logo foi nomeado para o cargo de Adido à Legação em Madrid, onde desempenhou funções diplomáticas. Findo o seu exílio em 1822, foi eleito Deputado em 1822-1823, pela facção mais revolucionária do Liberalismo, desenvolveu uma acção política que o deixou em sério perigo quando se produziu a queda do Constitucionalismo, em Junho de 1823. Absorveu as ideias do Estadista D. Rodrigo Domingos de Sousa Coutinho Teixeira de Andrade Barbosa, 1.º Conde de Linhares, relativas à construção do Grande Reino Luso-Brasileiro. Portanto, foi-lhe caro imaginar a ruptura entre Portugal e o Brasil; e, mais do que isso, ter sido um dos pioneiros a defender a cisão das duas partes do Reino, haja vista, na sua argumentação, o Brasil ressecar os recursos de Portugal (quando, num primeiro momento, o Brasil apenas, através da cessão de bens primários, teria relaxado a indústria portuguesa). Rocha Loureiro, portanto, é um dos primeiros intelectuais a falar abertamente no que Valentim Alexandre, em seu Sentidos do Império, definirá como "anti-brasileirismo". Sob o Miguelismo, já, de novo, emigrado e exilado em Londres em 1823, foi exonerado do seu cargo de Cronista-Mor do Reino pelo mesmo Ministro do Reino, Joaquim Pedro Gomes de Oliveira, que referendara o Decreto da sua nomeação. Recomeçou a publicação do seu jornal "O Português" e, com ele, as suas veementes campanhas contra o Absolutismo, até 1826. D. Pedro IV de Portugal e os seus partidários reagiram às campanhas de Rocha Loureiro, sempre na Extrema-Esquerda do Liberalismo, e destas divergências vieram graves prejuízos para a Causa Liberal. Ali permaneceu até 1835.
Reposto no Trono, D. Pedro IV não mostrou pressa em chamar a Portugal o intrépido Jornalista, que só em 1835, por ter sido já, novamente, eleito Deputado, pelo Círculo Eleitoral da Beira Alta, para a Legislatura de 1834-1836, pôde voltar ao País e ser reintegrado no seu cargo de Cronista-Mor do Reino. Ocupou o seu lugar na Câmara dos Deputados a 2 de Janeiro de 1836, tendo prestado juramento a 20 de Janeiro de 1836, na Legislatura de 1836-1838, onde teve, no total, catorze Intervenções, a 1, 4, 8, 18 e 19 de Fevereiro, a 4, 7, 8 e 26 de Março, a 6 e 7 de Abril e a 3 de Junho de 1836 e a 18 e 21 de Janeiro de 1837, e, sempre combativo, dedicou-se, por breves anos, a actividades políticas como Membro do Parlamento, e envolveu-se e tomou parte na Revolução de Setembro, no mesmo ano de 1836, saudou com entusiasmo o restabelecimento da Constituição Portuguesa de 1822 e, por fim, o seu radicalismo levou-o a afastar-se da Assembleia Constituinte em 1837, para a qual fora eleito pelo Círculo Eleitoral da Guarda, não tendo prestado juramento, e abandonou o seu lugar de Deputado e fixou residência em Coimbra. O seu Diploma de Eleição fora aprovado a 25 de Janeiro de 1837, mas, a 30 dos mesmos mês e ano, João Bernardo da Rocha Loureiro pediu para ser dispensado de assistir às sessões para, eufemisticamente, tratar das enfermidades e de negócios domésticos. Este pedido, alvo dum Parecer da Comissão de Verificação de Poderes longamente discutido na Câmara dos Deputados, não foi aceite como resignação do lugar. Concedeu-se-lhe uma licença indeterminada. Esta sua atitude foi determinada por Passos Manuel, que fizera eleger Deputados alguns Ministros, contra o preceituado na Constituição, num parágrafo caduco no consenso de toda a gente e que, de facto, pouco depois era revogado pelo Parlamento. A propósito, antes de renunciar ao seu mandato, publicou duas cartas abertas a Passos Manuel, datadas, respectivamente, de 18 de Novembro de 1836 e de 16 de Janeiro de 1837. As suas intervenções no Parlamento foram escassas, porém sempre críticas. Em Fevereiro e Março de 1836, levantou uma polémica em torno duns vencimentos, que julgou indevidos, pagos a José Joaquim Gomes de Castro, futuro 1.º Visconde de Castro e 1.º Conde de Castro, pondo contra si a elite parlamentar. Parece ter pertencido à Comissão Diplomática, pois foi ele que, a 8 de Fevereiro de 1836, anunciou estar já esta instalada.
Aproveitou o seu interregno político para colher, em Lisboa e no Porto, em frequentes viagens, os elementos para uma História do Cerco do Porto, que pensava publicar e parece não ter chegado a escrever. O Governo estabelecido após a restauração da Carta Constitucional de 1826, demitiu-o novamente do cargo de Cronista-Mor do Reino, por se mostrar contrário à nova situação política, cargo de que foi, finalmente, exonerado em 1842. Falho de recursos, perseguido por António Bernardo da Costa Cabral, futuro 1.º Conde de Tomar e 1.º Marquês de Tomar, emigrou, mais uma vez, para o exílio, agora para Cádis, e, em 1842, fundou e publicou mais um jornal de combate, "O Português em Cádis", que as autoridades Cabralistas apreendiam à entrada pelo Algarve. De Cádis transferiu-se para Madrid, onde um dos seus amigos lhe deu o encargo de Professor dos filhos.
Em 1851, quando caiu o Governo dos Cabrais, estava decrépito e de inteligência amortecida o ardente combatente da Causa Liberal, que tinha apenas o desejo de voltar à Pátria. A sua "Revista de Portugal", o último jornal de combate por si fundado, denunciou a decadência do seu espírito. "O Português", jornal que redigiu nas duas fases de emigração na Grã-Bretanha e Irlanda, é constituído por 16 Volumes, com o retrato do jornalista, gravado em Londres, na portada do primeiro Volume.